# 5900 Jensen
5900 Jensen (1986 TL) là một tiểu hành tinh vành đai chính được phát hiện ngày 3 tháng 10 năm 1986 bởi P. Jensen ở Brorfelde.